# Джин Вінсент
Вінсент Юджин Креддок (англ. Vincent Eugene Craddock; відомий як Джин Вінсент (англ. Gene Vincent); 11 лютого 1935, Норфолк, Вірджинія — 12 жовтня 1971, Каліфорнія) — американський співак, зірка рокабілі середини 50-х років, один з піонерів рок-н-ролу, його пісня «Be-Bop-A-Lula» (1956) потрапила до списку 500 найкращих пісень усіх часів за версією часопису «Rolling Stone».
його ім'я внесене до Залу слави рокабіллі.

## Життєпис

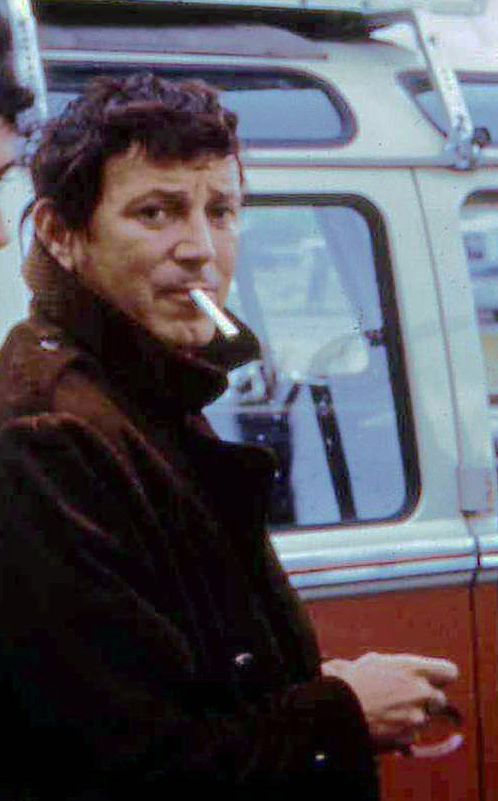
Вінсент у Шербурі, Франція. 25 вересня 1967 р

Вінсент Юджин Креддок народився 11 лютого 1935 року в місті Норфолк, Вірджинія. У ранньому дитинстві він захопився виконавцями кантрі.
У 1952—1554 роках Вінсент проходив службу в американському флоті у Кореї. Під час відпустки, у липні 1954 року, перебуваючи вдома, його збила автівка. Джин потрапив у лікарню ВМФ та лікувався там кілька місяців. Йому загрожувала ампутація ноги, але мама наполягла на тому, щоб ногу не ампутували. Джин вилікував ногу, але все життя він кульгав.
Після того як його комісували з флоту, на початку 1955 року, він створив гурт, який виконував музику в стилі кантрі-вестерн та вестерн-свінг.
У 1956 році Джин Вінсент вперше виконав пісню «Be-Bop-A-Lula».
У вересні 1971 року Джин Вінсент записав останні пісні, дав пару невеликих концертів у Ліверпулі. Повернувшись до Калліфорнії в приватних справах, йому різко стало зле, і 12 жовтня 1971 року він помер.

## Альбоми
- Bluejean Bop! (Capitol T764. US & UK) (8/13/56)
- Gene Vincent and His Blue Caps (Capitol T811, US & UK) (1957)
- Gene Vincent Rocks! And the Blue Caps Roll (Capitol T970, US & UK) (3/58)
- A Gene Vincent Record Date (Capitol T1059, US & UK) (11/58)
- Sounds Like Gene Vincent (Capitol T1207, US & UK) (6/59)
- Crazy Times (Capitol T1342, US & UK mono) (Capitol ST1342, US & UK stereo) (3/60)
- The Crazy Beat of Gene Vincent (Capitol T 20453, UK) (63)
- Shakin' Up a Storm (Columbia 33-OSX 1646, UK) (64)
- Gene Vincent (London HAH 8333, UK) (67)
- I'm Back and I'm Proud (Dandelion D9 102, US)(69) (Dandelion 63754, UK) (70)
- Gene Vincent (Kama Sutra KSBS 2019, US) (70) retitled If Only You Could See Me Today (Kama Sutra 2361009, UK) (71)
- The Day the World Turned Blue (Kama Sutra KSBS 2027, US) (70) (Kama Sutra 2316005, UK) (71)
- Rhythm in Blue (bootleg) (Bluecap Records BC2-11-35, Canada) (79)
- Be-Bop-A-Lula (bootleg) (Koala KOA 14617, US) (80)
- Forever Gene Vincent (Rolling Rock LP 022, US) (80) (contains four rare recordings by Vincent)
- Dressed in Black (Magnum Force MFLP 016, UK) (82)
- Gene Vincent With Interview by Red Robinson (bootleg) (Great Northwest Music Company GNW 4016, US) (82)
- From LA to Frisco (Magnum Force MFLP 1023, UK) (82)
- For Collectors Only (Magnum Force MFLP 020, UK) (84)
- Rareties (sic) (bootleg) (Dr Kollector CRA 001, France) (86)
- Rarities Vol 2 (bootleg) (Doktor Kollector DK 005, France) (85)
- Important Words (Rockstar RSR LP 1020, UK) (90)
- Lost Dallas Sessions (Rollercoaster RCCD 3031) (98)
- Hey Mama! (Rollercoaster ROLL 2021, UK) (98)